# Sicambros
Os sicambros ou sugambros (em latim: Sicambri ou Sugambri) formavam uma tribo germânica ocidental que aparece na história em 55 a.C., durante o período de conquista da Gália por Júlio César e início do Império Romano, à margem direita do Reno entre os rios Ruhr e Sieg, na região que atualmente faz parte do estado alemão da Renânia do Norte-Vestfália (Nordrhein-Westfalen). O rio Sieg, assim como a cidade de Siegen, são assim chamadas por causa dessa tribo.
Em 16 a.C., eles derrotaram um exército romano liderado por Marco Lólio, o que ocasionou uma reação de Roma e ajudou a iniciar a série de guerras contra as tribos germânicas que duraram até o ano de 16.
Em 11 a.C., eles foram forçados por Nero Cláudio Druso a se deslocar para a margem esquerda do Reno, onde eles claramente formaram o componente central da confederação dos francos. Sua nova pátria estava localizada no que agora é a região de Guéldria (Gelderland) na Holanda, no baixo Reno.
Os reis merovíngios reivindicavam sua descendência dos sicambos, que eles acreditavam ser originalmente uma tribo cita ou ciméria que antes habitou a foz do Danúbio, que mudou seu nome para "francos" em 11 a.C. sob a liderança de um certo chefe tribal chamado "Franko". Os merovíngios traçam suas origens sicambrianas a Marcomir I (supostamente morto em 412 a.C.), último rei de Troia, mas essa lista de governantes não é aceita como histórica. De acordo com alguns registros, um líder tribal Marcomero precedeu a dinastia merovíngia em torno de 400.
Gregório de Tours afirma que o líder franco Clóvis, na ocasião do seu batismo na fé católica em 496, foi referido como Sicamber pelo bispo de Reims, que conduziu a cerimônia - lembrando novamente a ligação entre os sicambrianos e os ancestrais de Clóvis, a casa real merovíngia dos francos.

## Localização
Quando os romanos chegaram, várias tribos foram localizados na região dos Países Baixos, que residiam nas partes habitáveis mais altas, especialmente no leste e sul. Essas tribos não deixaram registros escritos. Todas as informações conhecidas sobre elas durante este período pré-romano é baseada no que os romanos, mais tarde, escreveram sobre as mesmas.

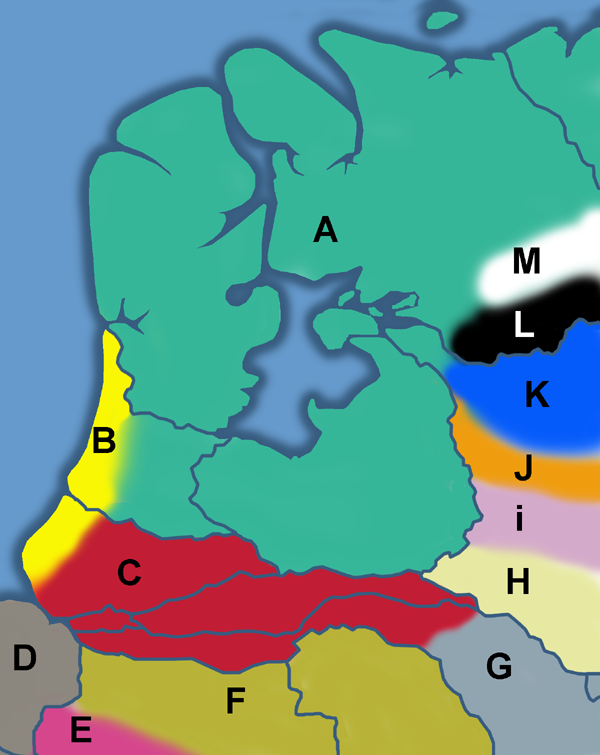
O local aproximado (hoje Holanda) onde as tribos germânicas se assentaram no século I. Os limites exatos são desconhecidos entretanto, e H a M em particular, não devem ser considerados como representações exatas.

As tribos mostrado no mapa à esquerda são:
- A. Frísios,
- B. Caninefates,
- C. Batavos,
- D. Marsos,
- E. Toxandros,
- F. Menápios,
- G. Ampsivários,
- H. Camavos,
- I. Sicambros,
- J. Brúcteros,
- K. Tubantes,
- L. Usípetes e
- M. Tencteros.

Outros grupos tribais não mostrados neste mapa, mas associado com a Holanda são:
- Ambianos,
- Catos,
- Catuários,
- Morinos,
- Salianos,
- Tungros e
- Úbios.